# Оланта (Јужна Каролина)
Оланта (енгл. Olanta) град је у америчкој савезној држави Јужна Каролина.

## Демографија
По попису из 2010. године број становника је 563, што је 50 (-8,2%) становника мање него 2000. године.
| Група             | 2000.       | 2010.       |
| Белци             | 375 (61,2%) | 326 (57,9%) |
| Афроамериканци    | 230 (37,5%) | 213 (37,8%) |
| Азијати           | 0 (0,0%)    | 2 (0,4%)    |
| Хиспаноамериканци | 7 (1,1%)    | 12 (2,1%)   |
| Укупно            | 613         | 563         |